# María Kyrídou
María Kyrídou, en grec moderne : Μαρία Κυρίδου, née le 26 avril 2001, est une rameuse grecque. Aux côtés de Christína Boúrbou, elle a remporté quatre médailles d'or pour la Grèce en un peu plus de quatre mois. La dernière est la médaille d'or aux Jeux olympiques de la jeunesse de 2018,,,. Elle a également participé, avec Christína Boúrbou, aux Jeux olympiques d'été de 2020, atteignant la finale et prenant finalement la cinquième place.
Elle est la sœur de la rameuse Annéta Kyrídou (en).